# L'Apogée
 (avril 2022).
Pour les articles homonymes, voir Apogée (homonymie).
Albums de Sexion d'Assaut
En attendant L'Apogée : les Chroniques du 75
(2011)
Singles
1. Mets pas celle-là
Sortie : 11 décembre 2011
2. Disque d'or
Sortie : 30 décembre 2011
3. Avant qu'elle parte
Sortie : 5 janvier 2012
4. Ma direction
Sortie : 12 mars 2012
5. Wati House
Sortie : 24 mars 2012
6. Africain
Sortie : 6 juillet 2012
7. Balader
Sortie : 19 juillet 2012
8. J'reste debout
Sortie : 6 septembre 2012
9. Problèmes d'adultes
Sortie : 15 novembre 2012
10. Cérémonie
Sortie : 27 janvier 2013
11. Assez
Sortie : 15 février 2013

L'Apogée est le deuxième album studio du groupe de hip-hop français Sexion d'Assaut, composé de Maître Gims, Lefa, Barack Adama, Maska, JR O Crom,  Black M, Doomams et Pétrodollars. Cet album est sorti le 5 mars 2012 dans les bacs et disponible en téléchargement.

## Historique
En novembre 2011, une date non officielle de la sortie de l'album est annoncée pour le 20 février 2012 mais le 17 décembre 2011, la date officielle est dévoilée au 5 mars 2012.
Le premier titre dévoilé par le groupe est Mets pas celle là, le 11 décembre 2011 (après la vidéo Welcome To The Wa tournée dans le laboratoire de l'album, un lieu isolé en Normandie).
Le deuxième titre dévoilé le 30 décembre 2011 (après la vidéo Welcome To The Wa II) est Disque d'or.
Le troisième extrait de L'Apogée est annoncé par Lefa lors du Planète Rap spécial 22 mai à Bercy pour jeudi 5 janvier 2012. Il ne donne cependant pas le nom, Maska précisant simplement que ce morceau sera « sentimentalement fort ». Le 5 janvier est sorti le troisième extrait de l'album, Avant qu'elle parte.
L'Apogée est disque de diamant avec plus de 500 000 exemplaires vendus. L'album a depuis été écoulé à plus de 700 000 copies.

## Liste des pistes
| 1.    | Mets pas celle-là                        | Maître Gims, Lefa, Maska, Jr O Crom, Doomams, Barack Adama, Black Mesrimes | Soulchildren, Wati B            | 3:57 |
| 2.    | Ma direction                             | Maître Gims, Lefa, Barack Adama, Maska                                     | Stan-E, Wati B                  | 4:23 |
| 3.    | Disque d'or                              | Maître Gims, Barack Adama, Jr O Crom, Lefa, Black Mesrimes                 | Stan-E, Wati B                  | 4:38 |
| 4.    | L'endurance                              | Lefa, Barack Adama                                                         | Stan-E, Wati B                  | 4:53 |
| 5.    | Melrose Place (feat. L.I.O Pétrodollars) | Maître Gims, Lefa, Barack Adama, Black Mesrimes, Lio Petrodollars          | Renaud Rebillaud, Wati B        | 3:58 |
| 6.    | Balader                                  | Maître Gims, Lefa, Jr O Crom, Barack Adama, Black Mesrimes                 | Stan-E, Wati B                  | 4:04 |
| 7.    | Africain                                 | Maître Gims, Lefa, Barack Adama, Doomams, Black Mesrimes                   | Stan-E, Wati B                  | 4:08 |
| 8.    | Assez (feat. Dry)                        | Maître Gims, Lefa, Dry, Doomams, Maska                                     | Stan-E, Wati B                  | 3:07 |
| 9.    | La tâche                                 | Maska, Black Mesrimes                                                      | Stan-E, Wati B                  | 4:46 |
| 10.   | J'suis pas dans l'game (feat. Dr. Bériz) | Maître Gims, Lefa, Black Mesrimes, Dr. Beriz                               | Stan-E, Wati B                  | 4:21 |
| 11.   | Avant qu'elle parte                      | Maître Gims, Lefa, Maska, Jr O Crom, Doomams, Barack Adama, Black Mesrimes | Stan-E, Wati B                  | 4:33 |
| 12.   | Rien de méchant (feat. H Magnum)         | Maître Gims, Jr O Crom, Barack Adama, H Magnum, Black Mesrimes             | Renaud Rebillaud, Wati B        | 4:32 |
| 13.   | À cœur ouvert                            | Jr O Crom, Doomams                                                         | Stan-E                          | 4:43 |
| 14.   | Paname allons danser                     | Maître Gims, Black Mesrimes, Lefa, Barack Adama                            | Stan-E, Wati B                  | 6:09 |
| 15.   | Wati House                               | Maître Gims, Lefa, Black Mesrimes, Jr O Crom , Barack Adama                | Renaud Rebillaud, Wati B        | 4:16 |
| 16.   | -75 degrés                               | Maître Gims, Maska, Doomams                                                | Renaud Rebillaud, Wisla, Wati B | 6:13 |
| 17.   | J'reste debout                           | Maître Gims, Lefa, Black Mesrimes, Barack Adama, Doomams                   | Stan-E, Wati B                  | 3:55 |
| 76:35 |                                          |                                                                            |                                 |      |

| Deluxe | Deluxe                                          | Deluxe                                                                       | Deluxe               | Deluxe | Deluxe | Deluxe | Deluxe | Deluxe | Deluxe |
| No     | Titre                                           | Auteur                                                                       | Compositeur(s)       | Durée  |        |        |        |        |        |
| ------ | ----------------------------------------------- | ---------------------------------------------------------------------------- | -------------------- | ------ | ------ | ------ | ------ | ------ | ------ |
| 1.     | Prévenez les haineux (feat. L.I.O Pétrodollars) | Barack Adama, Jr O Crom, Maître Gims, Black Mesrimes, Lefa, Lio Petrodollars | Stan E, Wati-B       | 5:10   |        |        |        |        |        |
| 2.     | Problèmes d'adultes                             | Barack Adama, Maître Gims, Black Mesrimes, Maska, Lefa                       | Stan E, Wati-B       | 3:58   |        |        |        |        |        |
| 3.     | En direct de la Lune                            | Barack Adama, Maître Gims, Black Mesrimes, Lefa, Jr O Crom                   | Stan E, Wati-B       | 4:43   |        |        |        |        |        |
| 4.     | Laissez moi ivre                                | Black Mesrimes, Jr O Crom, Doomams                                           | Shuko                | 3:33   |        |        |        |        |        |
| 5.     | Mets pas celle-là (Instrumental)                |                                                                              | Wati-B, Soulchildren | 3:58   |        |        |        |        |        |
| 21:30  |                                                 |                                                                              |                      |        |        |        |        |        |        |

| Réédition | Réédition                                          | Réédition                                                                 | Réédition      | Réédition | Réédition | Réédition | Réédition | Réédition | Réédition |
| No        | Titre                                              | Auteur                                                                    | Compositeur(s) | Durée     |           |           |           |           |           |
| --------- | -------------------------------------------------- | ------------------------------------------------------------------------- | -------------- | --------- | --------- | --------- | --------- | --------- | --------- |
| 1.        | Cérémonie (feat. Dry)                              | Jr O Crom, Doomams, Black Mesrimes, Dry, Maska                            | Wati-B, Kore   | 3:52      |           |           |           |           |           |
| 2.        | On t'a dit (feat. L.I.O Pétrodollars & L'Institut) | Jr O Crom, Black Mesrimes, Doomams, Lio Petrodollars, Dr. Beriz, Insolent | Wati-B, Bellek | 4:20      |           |           |           |           |           |
| 8:13      |                                                    |                                                                           |                |           |           |           |           |           |           |

## Clips
1. Disque d'or (3 février 2012)
2. Avant qu'elle parte (24 février 2012)
3. Ma direction (14 mai 2012)
4. Africain (6 juillet 2012) (réalisation : Lucas "Styck" Maggiori & Richard "Screetch" Bismuth)
5. Wati House (25 juillet 2012)
6. Balader (26 septembre 2012)
7. J'reste debout (Bercy Version) (14 novembre 2012)
8. Cérémonie (5 avril 2013).

## Classements
| Classement (2012)            | Meilleure position |
| ---------------------------- | ------------------ |
| Belgique (Flandre Ultratop)  | 75                 |
| Belgique (Wallonie Ultratop) | 1                  |
| France (SNEP)                | 1                  |
| Suisse (Schweizer Hitparade) | 15                 |

| Classement (2012)            | Position |
| ---------------------------- | -------- |
| Belgique (Wallonie Ultratop) | 2        |
| France (SNEP)                | 3        |
| Suisse (Schweizer Hitparade) | 61       |

| Classement (2013)            | Position |
| ---------------------------- | -------- |
| Belgique (Wallonie Ultratop) | 31       |
| France (SNEP)                | 28       |
| Suisse (Schweizer Hitparade) | 100      |

## Certification
| Pays                | Certifications |
| ------------------- | -------------- |
| France (SNEP)       | Diamant        |
| Belgique (Ultratop) | Platine        |
| Suisse (IFPI)       | Or             |

## Meilleures positions des pistes dans lesTop Single
| Titre de la piste    |     |    |    |    | Ventes cumulées en Fr |
| -------------------- | --- | -- | -- | -- | --------------------- |
| Mets pas celle là    | 54  | 39 |    |    | -                     |
| Ma direction         | 5   | 2  | 7  | 36 | 114 500               |
| Disque d'or          | 109 |    |    |    | -                     |
| L'endurance          | 176 |    |    |    | -                     |
| Melrose Place        | 179 |    |    |    | -                     |
| Balader              | 27  |    |    |    | -                     |
| Africain             | 108 |    |    |    | -                     |
| Avant qu'elle parte  | 3   | 1  | 57 | 28 | 167 000               |
| À cœur ouvert        | 147 |    |    |    | -                     |
| Wati House           | 4   | 4  | 70 | 50 | 104 900               |
| - 75 degrés          | 178 |    |    |    | -                     |
| J'reste debout       | 57  |    |    |    | -                     |
| Prévenez les haineux | 115 |    |    |    | -                     |
| Problèmes d'adultes  | 11  |    |    |    | -                     |
| En direct de la lune | 166 |    |    |    | -                     |
| Laissez moi ivre     | 154 |    |    |    | -                     |

## L'Apogée à Bercy
L'Apogée à Bercy est le seul album live du groupe de rap français Sexion d'Assaut enregistré le 22 mai 2012 à Palais omnisports de Paris-Bercy, Paris, France. Et sorti le 19 novembre 2012 sur les labels Wati B et Jive Records.
Le groupe a interprété des chansons de leur album L'Apogée, des chansons du premier album L'École des points vitaux et des chansons de la compilation En attendant L'Apogée : les Chroniques du 75.

### Liste des pistes
| No  | Titre                                            | Durée |
| --- | ------------------------------------------------ | ----- |
| 1.  | Disque d'or                                      | 05:28 |
| 2.  | T'es bête ou quoi ?                              | 01:18 |
| 3.  | À bout d'souffle                                 | 03:43 |
| 4.  | Balader                                          | 04:18 |
| 5.  | J'ai pas les loves                               | 06:25 |
| 6.  | Changement d'ambiance                            | 05:02 |
| 7.  | Breh                                             | 04:16 |
| 8.  | Africain                                         | 04:15 |
| 9.  | Casquette à l'envers                             | 03:54 |
| 10. | Prévenez les haineux (feat. L.I.O. Pétrodollars) | 05:10 |
| 11. | J'suis pas dans le game (feat. Dr. Beriz)        | 04:38 |
| 12. | Qui t'a dit ?                                    | 04:32 |
| 13. | Plus qu'un son                                   | 04:23 |
| 14. | Problèmes d'adultes                              | 04:12 |
| 15. | J'reste debout                                   | 03:46 |
| 16. | Paname allons danser                             | 05:58 |
| 17. | Paris va bien                                    | 04:08 |
| 18. | Wati Bon Son                                     | 04:08 |
| 19. | Sahbi                                            | 04:18 |
| 20. | Assez                                            | 03:26 |
| 21. | Wati by night                                    | 08:47 |
| 22. | Ma direction                                     | 05:17 |
| 23. | Désolé                                           | 03:20 |
| 24. | Wati house                                       | 04:56 |
| 25. | Avant qu'elle parte                              | 05:23 |

### Classements hebdomadaires
| Classement (2012) | Meilleure position |
| ----------------- | ------------------ |
| France (SNEP)     | 17                 |